# Ẩm thực địa phương Nhật Bản

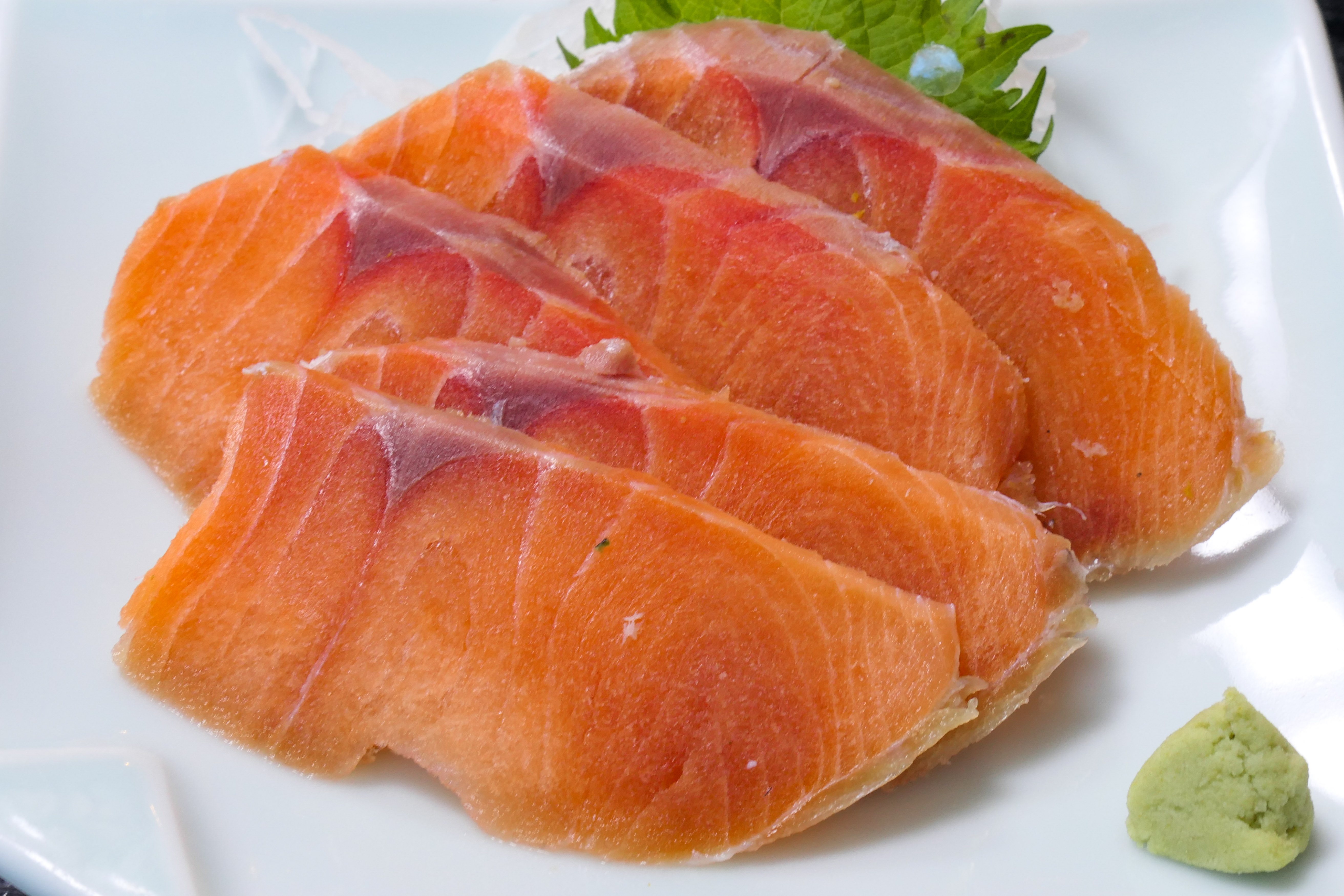
Vài miếng cá hồi Rui-be

Ẩm thực Nhật Bản có rất nhiều đặc sản địa phương, gọi là kyōdo ryōri (郷土料理) trong tiếng Nhật, nhiều món trong số chúng được làm từ các nguyên liệu địa phương với các phương thức cổ truyền.
Dù các nguyên liệu địa phương ngày nay đã được phổ biến khắp đất nước và một vài món ăn như bánh xèo okonomiyaki và sushi phong cách Edo đã được truyền bá ra ngoài nước Nhật và không còn được xem là đặc sản nữa, các đặc sản địa phương vẫn tồn tại và vẫn tiếp tục được tạo ra.
Tính địa phương vẫn rất rõ ràng trong nhiều món ăn khắp nước Nhật, ví dụ như món canh bánh dày zoni. Ví như, món mì udon chan nước dùng dashi thường được ăn với nước tương đậm giống như nước dùng của mì soba ở miền Đông Nhật Bản, trong khi ở miền Tây Nhật Bản thì lại dùng hỗn hợp dashi với chút ít nước tương nhạt.